# Diplacus nanus
Diplacus nanus är en gyckelblomsväxtart som först beskrevs av William Jackson Hooker och Arn., och fick sitt nu gällande namn av Guy L. Nesom. Diplacus nanus ingår i släktet Diplacus och familjen gyckelblomsväxter. Inga underarter finns listade i Catalogue of Life.